# Mihályi Vilcsi
Mihályi Vilcsi, Krisztiány Vilma (Budapest, 1901. május 1. – Budapest, 1967. március 19.) magyar színésznő.

## Családja
Szülei legenyei Mihályi Ernő színész-énekművész és Keresztély (Krisztiány) Vilma színésznő. Testvérei Mihályi Ernő színész és Mihályi Alice színésznő.

## Életútja
Rákosi Szidi színésziskolájában tanult. 1919-ben fellépett a Munkások Gyermekszínházában, ezt követően a Kollektív Színtársulatban. 1920–22-ben szerepelt az Apolló Kabaréban, 1922-ben pedig a Művész Színpadon. 1923. április 15-én Budapesten, a Terézvárosban férjhez ment Orth György futballista és banktisztviselőhöz, és visszavonult a színpadtól. 1927-ben váltak el. 1930-tól Pozsonyban láthatta a közönség, majd 1935–36-ban a Kamara Színházban játszott. 1938-ban Felpéci Ihász Aladár társulatához került, ezután 1941–42-ben Miskolcon, majd 1942–44-ben Pécsett, 1944 őszén a Nemzetiben szerepelt. 1947-ben a Belvárosi, 1948-ban a Medgyaszay Színház, 1948–49-ben a debreceni Csokonai Színház, 1949 és 1955 között a kecskeméti Katona József Színház művésze volt. 1956–57-ben az egri Gárdonyi Géza Színház, 1957 és 1960 között a kaposvári Csiky Gergely Színház társulatának volt a tagja.

## Fontosabb színházi szerepei
- Kamilla (Szigligeti Ede: Liliomfi)
- Pernelle-né (Molière: Tartuffe)
- Mirigy (Vörösmarty Mihály: Csongor és Tünde)

## Filmszerepei
- A csodagyerek (1920, rövid)
- A gyimesi vadvirág (1921)
- Sári bíró (1943) – Varnyúné
- Könnyű múzsa (1947) – hölgy a hanglemezboltban